# Aeroportul Kerteh
Aeroportul Kerteh (IATA: KTE, ICAO: WMKE) este un aeroport din Terengganu, Malaysia ce deservește zona Kemaman⁠(d).
Situat la o altitudine de 5 m, aeroportul dispune de 1 pistă. Este operat de Petronas.

## Infrastructură

### Piste
Aeroportul dispune de o singură pistă. Pista are orientarea 16/34. 